# رز رضوی
رُز رضوی (زادهٔ ۱۴ فروردین ۱۳۶۱) بازیگر اهل ایران است. وی با بازی در مجموعهٔ تلویزیونی ملکوت شناخته شد. از دیگر آثار او می‌توان به مختارنامه، کلاه پهلوی و تبریز در مه و موچین اشاره کرد.

## زندگی
رُز رضوی در ۲۱ آبان ۱۳۶۱ در تهران به دنیا آمد. پدرش نظامی بازنشستهٔ ارتش و جانباز است.
او فعالیتِ هنریش را با فیلم سینمایی ملودی به کارگردانی جهانگیر جهانگیری آغاز کرد بعد از آن در چند فیلم و سریال ایفای نقش کرد تا اینکه در نهایت با بازی در سریال ملکوت به کارگردانی محمدرضا آهنج دیده شد. وی یک دوره‌های بازیگری زیر نظر حمید سمندریان گذرانده است.
عمده کارهای شناخته شده وی سریال‌های مختارنامه، خط قرمز، کلاه پهلوی، ملکوت، تبریز در مه و فیلم‌های بیداری رؤیاهاو دعوت است.

## شایعه ازدواج
در سال ۱۳۹۳ در خبرها و محافل رسانه‌ای پخش شده بود که رز رضوی با محمدرضا شریفی‌نیا ازدواج کرده است. شریفی‌نیا در این باره توضیحاتی را در برنامه دورهمی داد: «در سفر حج معمول بود باید زنان با محارم به حج بروند و در این سفر، نام هر بازیگر مرد در کنار یک بازیگر زن عنوان شد و اسم خانم رز رضوی در کنار من آمده بود و شیطنت یک روزنامه در تهران بود که با تیتری نوشت: ماه عسل محمدرضا شریفی‌نیا و رز رضوی در مکه… اما من و خانم رضوی بارها و بارها این موضوع را تکذیب کرده‌ایم.»

## فیلم‌شناسی

### فیلم سینمایی
| سال تولید | عنوان فیلم                 | سمت    | نقش       | کارگردان          |
| --------- | -------------------------- | ------ | --------- | ----------------- |
| ۱۳۸۵      | ملودی                      | بازیگر | لیلا      | جهانگیر جهانگیری  |
| ۱۳۸۵      | پرنده شاهین                | بازیگر |           | علی عبدالعلی زاده |
| ۱۳۸۶      | بازگشت (بن‌بست)             | بازیگر |           | رضا شالچی         |
| ۱۳۸۸      | بیداری رؤیاها              | بازیگر | مینو      | محمد علی آهنگر    |
| ۱۳۸۹      | اخراجی‌ها ۳                 | بازیگر | ایران     | مسعود ده‌نمکی      |
| ۱۳۸۹      | یک دو سه (سه قدم تا عاشقی) | بازیگر | هستی      | محمد خراط زاده    |
| ۱۳۸۹      | آقای دوپهلو                | بازیگر | ایران     |                   |
| ۱۳۹۰      | سیاهی لشکر                 | بازیگر |           | محمد خراط زاده    |
| ۱۳۹۰      | شانه دوست                  | بازیگر |           | محسن محسنی نسب    |
| ۱۳۹۱      | یوسف هور (مرغابی دشت سرخ)  | بازیگر |           | علی اصغر شادروان  |
| ۱۳۹۱      | سیب ترش                    | بازیگر |           | مهدی صباغ‌زاده     |
| ۱۳۹۳      | نقل و نبات                 | بازیگر | هانیه     | کمال مقدم         |
| ۱۳۹۴      | شهر خاکستری                | بازیگر |           | هادی رمضانپور     |
| ۱۳۹۴      | تولد جنجالی                | بازیگر |           | شهره لرستانی      |
| ۱۳۹۵      | آوار                       | بازیگر |           | فرناز امینی       |
| ۱۳۹۵      | نیوکاسل                    | بازیگر | سارا دیبا | محسن قصابیان      |
| ۱۳۹۵      | همه چیز عادیه              | بازیگر | مینو      | محسن دامادی       |
| ۱۳۹۷      | زخم عشق                    | بازیگر |           | محسن منشی زاده    |
| ۱۳۹۷      | تخته‌گاز                    | بازیگر | شادی      | محمد آهنگرانی     |
| ۱۳۹۷      | سلام علیکم حاج آقا         | بازیگر |           | حسین تبریزی       |
| ۱۳۹۸      | هزار سال با تو             | بازیگر | سارا شمس  | حسین طبیب زاده    |
| ۱۳۹۹      | بابا سیبیلو                | بازیگر | شیرین     | ادوین خاچیکیان    |
| ۱۴۰۳      | صیاد                       | بازیگر |           | جواد افشار        |

### فیلم تلویزیونی
| نام فیلم   | سال  | کارگردان     | نقش  |
| ---------- | ---- | ------------ | ---- |
| بی‌بی خاتون | ۱۳۸۸ | شهره لرستانی |      |
| ماه منیر   | ۱۳۸۷ | شهره لرستانی | هستی |

### مجموعه تلویزیونی
| سال تولید | نام سریال     | نقش              | کارگردان                |
| --------- | ------------- | ---------------- | ----------------------- |
| ۱۳۸۸–۱۳۸۲ | مختارنامه     | هانیه (همسر وهب) | داوود میرباقری          |
| ۱۳۸۴      | پیله‌های پرواز |                  | حسین سهیلی زاده         |
| ۱۳۹۱–۱۳۸۵ | کلاه پهلوی    | نفیسه            | سید ضیا الدین دری       |
| ۱۳۸۵      | طبقه دوم      | -                | شاهین باباپور           |
| ۱۳۸۹      | ملکوت         | مهتاب            | محمدرضا آهنج            |
| ۱۳۹۰      | تبریز در مه   | مریم             | محمدرضا ورزی            |
| ۱۳۹۲–۱۳۹۱ | نوشدارو       | سمیه             | جواد اردکانی            |
| ۱۳۹۴      | نیاز          | سمیرا            | حسین سهیلی زاده         |
| ۱۳۹۴      | معمای شاه     | آذر اعتمادی      | محمدرضا ورزی            |
| ۱۳۹۶      | سه شنبه شب    | مریم             | محمد صادق پروین آشتیانی |
| ۱۴۰۳      | ناریا         |                  | جواد افشار              |

### مجموعه نمایش خانگی
| سال تولید | نام سریال   | نقش        | کارگردان     |
| --------- | ----------- | ---------- | ------------ |
| ۱۳۹۸      | سریال موچین | روشنک      | حسین تبریزی  |
| ۱۴۰۱      | شب‌های مافیا | شرکت کننده | سعید ابوطالب |

## تله‌فیلم
| سال تولید | نام فیلم                    | سمت    | نقش    | کارگردان       |
| --------- | --------------------------- | ------ | ------ | -------------- |
| -         | جستجو                       | بازیگر | -      | -              |
| -         | پرونده خانم صیام (هوس)      | بازیگر | -      | محمد خراط زاده |
| ۱۳۸۷      | پسرها سرباز به دنیا نمی‌آیند | بازیگر | -      | شاهد احمد لو   |
| ۱۳۹۲      | تشنج                        | بازیگر | -      | محمد خراط زاده |
| ۱۳۸۷      | ماه منیر                    | بازیگر | هستی   | شهره لرستانی   |
| ۱۳۸۸      | آقای دو پهلو                | بازیگر | کاترین | محسن منشی زاده |
| ۱۳۸۹      | اخراجی‌ها ۳                  | بازیگر | ایران  | مسعود ده نمکی  |

| سال تولید | نام مستند  | سمت           | کارگردان       |
| --------- | ---------- | ------------- | -------------- |
| ۱۳۹۴      | باتلاق وان | راوی و بازیگر | مهدی گلستانیان |

| سال اجرا | نام اثر | سمت    | نقش   |
| -------- | ------- | ------ | ----- |
| ۱۳۹۶     | بن‌بست   | بازیگر | فرشته |